# 1604년
1604년은 목요일로 시작하는 윤년이다. 

## 연호
- 명(明) 만력(萬曆) 32년
- 일본(日本) 게이초(慶長) 9년
- 후 레 왕조(後黎朝) 호앙딘(弘定) 5년
- 막 왕조(莫朝) 끼엔통(乾統) 12년

## 기년
- 류큐(琉球) 쇼네이왕(尚寧王) 16년
- 명(明) 신종 만력제(神宗 萬曆帝) 32년
- 조선(朝鮮) 선조(宣祖) 37년
- 후 레 왕조(後黎朝) 경종(敬宗) 5년

## 문화
- 서애 류성룡이 63세 때 징비록을 집필했다.
- 조선 선조가 임진왜란때 공을 세운 사람에게 서애 류성룡에게 공신을 책봉함.
- 사명대사(유정)가 일본에 파견 되어 임진왜란으로 잡혀간 포로 송환 협상을 시도했으며, 그 결과로 3천 명의 조선인 포로가 송환되었다.

## 탄생
- 3월 10일 - 독일, 네덜란드의 화학자 요한 루돌프 글라우버. (~1670년)
- 8월 12일 - 일본 에도 막부의 제3대 쇼군 도쿠가와 이에미쓰. (~1651년)

### 미상
- 조선중기의 왕족, 덕흥대원군의 증손 양산수. (∼1675년)

## 사망
- 1월 23일 - 조선 중기의 고승 휴정. (1520년~)
- 4월 19일 - 일본 센고쿠 시대의 무장 구로다 요시타카. (1546년~)